# Jacques Tourneur
Pour les articles homonymes, voir Thomas et Tourneur.
Jacques Thomas, dit Jacques Tourneur (parfois anglicisé en Jack Turner), est un réalisateur franco-américain, né le 12 novembre 1904 à Paris 12e et mort le 19 décembre 1977  à Bergerac (Dordogne). Il a fait l'essentiel de sa carrière à Hollywood. Il a obtenu la nationalité américaine en 1919.

## Biographie
Jacques Tourneur est le fils de Maurice Tourneur, illustrateur et réalisateur lui-même et de Fernande Petit. Il suit son père aux États-Unis à l'âge de dix ans et tous deux rentrent en France en 1925.

### Carrière

#### Débuts
Il débute dans le cinéma au début des années 1930, comme monteur des films de son père (dont Les Gaietés de l'escadron), ou d'autres metteurs en scène. Il réalise quatre films en France à partir de 1931, avant de partir pour Hollywood en 1934. Il n'y réalise d'abord que des courts-métrages, puis dirige les secondes équipes de films plus importants. Dans ce cas il n'apparaît pas au générique, les secondes équipes n'étant pas créditées à l'époque. They All Came Out (1939), un documentaire romancé sur les prisons, lui permet d'accéder à la réalisation de longs métrages.

#### Période RKO et succès

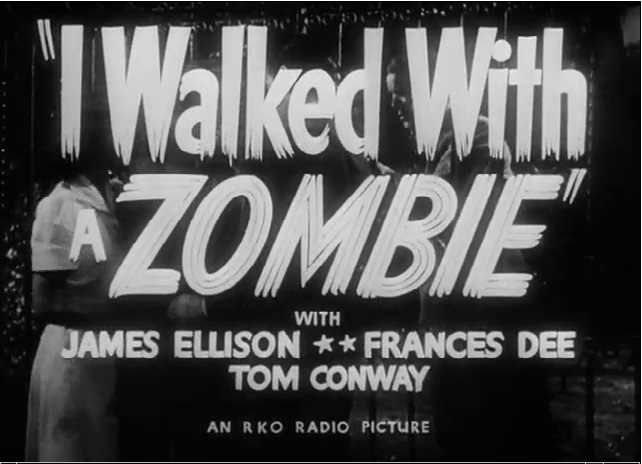
Logo-titre de Vaudou (1943)

Imposé par le producteur Val Lewton à la RKO, il va exceller dans le film fantastique, avec La Féline, Vaudou et L’Homme léopard, il réalise par la suite, jusqu’à la fin des années 50 de remarquables films dans plusieurs genres : le westerns (Un jeu risqué, Le Passage du canyon, Le Gaucho, Stars in My Crown, L’Or et l’amour), le film d'aventure (La Flèche et le Flambeau, La Flibustière des Antilles, Les Révoltés de la Claire Louise) ou en encore le film noir ( La Griffe du passé, L’enquête est close, La Cible parfaite, Poursuite dans la nuit).
Autres films remarquables : Angoisse (1944), Berlin Express (1948), Rendez-vous avec la peur (1957).

#### Télévision et retour en France
Il travaille ensuite pour la télévision, notamment les séries Bonanza et réalise un célèbre court-métrage de La Quatrième Dimension : Nightcall.
En 1966, il revient en France et s'installe en Dordogne, près de Bergerac, il y reçoit quelques amis d'Hollywood, notamment Dana Andrews un de ses comédiens d'élection[réf. souhaitée]. Malheureusement ses derniers projets ne suscitent l'intérêt d'aucun producteur français ; pour Murmures dans un corridor lointain Tourneur projetait d'enregistrer les bruits réels, de filmer à l'aide de caméras infra-rouges les traces de fantômes dans un château hanté d'Écosse. En 1977, quelques mois avant sa mort, il reçoit FR3 Aquitaine pour une dernière interview.
Il est inhumé au cimetière de la Beylive de Bergerac.

### Vie privée
Jacques Tourneur épouse Marguerite (dite Christiane) Virideau. Née à Pessac (Gironde) le 13 juillet 1903 (acte n° 43), elle meurt à Lamonzie Saint Martin (Dordogne) le 11 août 1993. Le couple n'a pas d'enfant.

## Style
Dans ses films fantastiques, mais pas seulement, il se distingue en jouant avant tout sur le non-dit et la suggestion, l'inquiétude pour susciter l'angoisse ; il est l'inventeur de l'effet-bus. Dans Un jeu risqué, la brusque apparition de Wyatt Earp, au sommet d'une colline à la tombée du jour (un plan suffit) suscite parmi les hommes une vive inquiétude qui ne cessera pas jusqu'à la fin. Le film sera considéré par Budd Boetticher comme " à la fois le plus pur et le plus étrange western jamais réalisé..."[réf. souhaitée].
La scène de la piscine, du film La Féline est un bon exemple de sa « méthode », scène reprise telle quelle dans le remake réalisé quarante ans plus tard par Paul Schrader. Tourneur suscite une forte tension en jouant sur l'éclairage, les zones d'ombre, l'instabilité de l'environnement (l'eau de la piscine, les reflets de l'eau sur les murs), les prises de vue en plongée et contre-plongée, et la réverbération du son qui enveloppe totalement le spectateur, un tour de force avec les bandes-sons mono de l'époque[source secondaire souhaitée]. Il passe d'ailleurs deux jours à enregistrer le son de cette scène dans la piscine (pour une durée de tournage totale de vingt-et-un jours).

## Commentaires et analyses
« Il y a des films qui nous regardent vieillir » Serge Daney. Cité par Serge Le Péron à propos des films de Jacques Tourneur. (Jacques Tourneur Le Médium, film d'Alain Mazars, 2015).

## Postérité
Dans les références ou hommages explicites à Jacques Tourneur, on peut relever que Bertrand Tavernier dédie au cinéaste son film La Mort en direct de 1980. De même, en nommant le personnage principal, Jessica Holland, dans Memoria, Apichatpong Weerasethakul rend ainsi hommage à Vaudou . Enfin, relevons que Le livre d’image de Jean-Luc Godard (2019) contient en son sein un extrait de Berlin Express, la séquence du train.

## Filmographie

### Cinéma (réalisateur)

#### Courts métrages
- 1936 : A Miniature: The Story of 'The Jonker Diamond'
- 1936 : Harnessed Rhythm
- 1936 : Master Will Shakespeare
- 1936 : Killer-Dog
- 1937 : The Grand Bounce
- 1937 : The Boss Didn't Say Good Morning
- 1937 : The Rainbow Pass
- 1937 : Le Roi sans couronne (The King Without a Crown)
- 1937 : Romance of Radium
- 1937 : The Man in the Barn
- 1937 : What Do You Think?
- 1938 : What Do You Think? (Number Three)
- 1938 : Mort d'un bateau (The Ship That Died)
- 1938 : Un visage derrière un masque (The Face Behind the Mask)
- 1938 : What Do You Think?: Tupapaoo, sur Tabou de Murnau
- 1938 : Un nimbe de gloire (Strange Glory)
- 1938 : Think It Over
- 1939 : Yankee Doodle Goes to Town
- 1942 : L'Étranger mystérieux (The Incredible Stranger)
- 1942 : L'Alphabet de la santé (The Magic Alphabet)
- 1944 : Reward Unlimited

#### Longs métrages
- 1931 : Tout ça ne vaut pas l'amour ou Un vieux garçon
- 1933 : Toto ou Son Altesse voyage
- 1933 : Pour être aimé
- 1934 : Les Filles de la concierge
- 1939 : They All Come Out
- 1939 : Nick Carter, Master Detective
- 1940 : Phantom Raiders
- 1941 : Doctors Don't Tell
- 1942 : La Féline (Cat People)
- 1943 : Vaudou (I Walked with a Zombie)
- 1943 : L'Homme-léopard (The Leopard Man)
- 1944 : Jours de gloire (Days of Glory)
- 1944 : Angoisse (Experiment Perilous)
- 1946 : Le Passage du canyon (Canyon Passage)
- 1947 : La Griffe du passé ou Pendez-moi haut et court (Out of the Past)
- 1948 : Berlin Express
- 1949 : La Vie facile (Easy Living)
- 1950 : Stars in my Crown
- 1950 : La Flèche et le Flambeau (The Flame and the Arrow)
- 1951 : L'enquête est close (Circle of Danger)
- 1951 : La Flibustière des Antilles (Anne of the Indies)
- 1952 : Le Gaucho (Way of a Gaucho)
- 1953 : Les Révoltés de la Claire-Louise (Appointment in Honduras)
- 1955 : Le juge Thorne fait sa loi (Stranger on Horseback)
- 1955 : Un jeu risqué (Wichita)
- 1956 : L'Or et l'Amour (Great Day in the Morning)
- 1957 : Rendez-vous avec la peur (Night of the Demon)
- 1957 : Poursuites dans la nuit (Nightfall)
- 1958 : La Cible parfaite (The Fearmakers)
- 1959 : Tombouctou (Timbuktu)
- 1959 : Frontière sauvage (Frontier Rangers), The Gunsmith, The Bound Women, The Burning Village, (3 épisodes de Northwest Passage, série TV)
- 1959 : La Bataille de Marathon (La battaglia di Maratona)
- 1960 : Passage secret (Mission of Danger), The Break out, les 2 autres épisodes, The Red Coat et The Secret of the Cliff ont été réalisés par George Waggner (3 épisodes de Northwest Passage, série TV)
- 1961 : Fury River, The Vulture, les 2 autres épisodes, Stab in the Back ont été réalisés par George Waggner et Fight at the River par Alan Crosland Jr. (3 épisodes de Northwest Passage, série TV)
- 1963 : Le croque-mort s'en mêle (The Comedy of Terrors)
- 1965 : La Cité sous la mer (War-Gods of the Deep ou The City Under the Sea)

### Télévision (réalisateur)
- 1955-1961 : General Electric Theater (série), 4 épisodes
  - 1955 : The Martyr
  - 1955 : Into the Night
  - 1960 : Aftermath
  - 1961 : Star Witness: The Lili Parrish Story
- 1956 : Fireside Theater (en) (série), 3 épisodes
  - 1956 : A Hero Returns
  - 1956 : Kirsti
  - 1956 : The Mirror
- 1957 : Schlitz Playhouse of Stars (série), 1 épisode
  - 1957 : Outlaw's Boots
- 1957 : The Walter Winchell File (en) (série), 3 épisodes
  - 1957 : The Steep Hill
  - 1958 : House on Biscayne Bay
  - 1958 : The Stopover
- 1958 : Cool and Lam, CBS Productions
- 1958 : Northwest Passage (en) (téléfilm), 8 épisodes
  - 1958 : The Gunsmith
  - 1958 : The Burning Village
  - 1958 : The Bond Women
  - 1959 : The Break Out
  - 1959 : The Vulture
  - 1959 : The Traitor
  - 1959 : The Assassin
  - 1959 : The Hostage
- 1959 : Bonanza (série), 1 épisode
  - 1960 : Denver McKee
- 1959 : The Alaskans (en) (série) , 1 épisode
  - 1960 : The Devil Makers
- 1960 : The Barbara Stanwyck Show (en) (série), 11 épisodes
  - 1960 : The Mink Coat
  - 1960 : Ironbark's Bridge
  - 1960 : The Miraculous Journey of Tadpole Chan
  - 1961 : Frightened Doll
  - 1961 : The Choice
  - 1961 : Sign of the Zodiac
  - 1961 : Adventure on Happiness Street
  - 1961 : The Golden Acres
  - 1961 : Confession
  - 1961 : Dragon by the Tail
  - 1961 : Dear Charlie
- 1962 : Aventures dans les îles (Adventures in Paradise) (série), 1 épisode
  - 1962 : Une fiancée pour le capitaine (A Bride for the Captain)
- 1962 : Ombres sur le soleil (Follow the Sun), (série), 1 épisode
  - Sergeant Kolchak Fades Away
- 1963 : La Quatrième Dimension (The Twilight Zone) (série), 1 épisode
  - 1963 : Night Call
- 1966 : T.H.E. Cat, (série), 1 épisode
  - 1966 : The Ring of Anasis

### Assistant Réalisateur ou Monteur
- 1929 : Le Navire des hommes perdus (Das schiff der verlorenen menschen), réalisé par Maurice Tourneur
- 1930 : Accusée, Levez vous, réalisé par Maurice Tourneur
- 1931 : Maison de danses, réalisé par Maurice Tourneur
- 1931 : Partir, réalisé par Maurice Tourneur
- 1932 : Au nom de la Loi, réalisé par Maurice Tourneur
- 1932 : Les Gaités de l'escadron, réalisé par Maurice Tourneur (Monteur)
- 1933 : Les Deux Orphelines, réalisé par Maurice Tourneur (Monteur)
- 1993 : Lidoire, réalisé par Maurice Tourneur.
- 1933 : Obsession, réalisé par Maurice Tourneur (uncredited)
- 1933 : La Fusée, réalisé par Jacques Natanson (Monteur)
- 1933 : Le Voleur, réalisé par Maurice Tourneur
- 1933 : Rothschild, réalisé par Maurice Tourneur (Monteur)
- 1935 : Le Marquis de Saint-Evremont, (A Tale of Two Cities), réalisé par Jack Conway, (la séquence de la prise de la Bastille réalisée par Jacques Tourneur).

#### Ouvrages
- Jacques Lourcelles, Dictionnaire des films [Entrées sur les films de Jacques Tourneur], Robert Laffont, coll. « Bouquins », 1992 (ISBN 2221091124).
- Jacques Lourcelles, Dictionnaire des films, volume 2, Note sur Jacques Tourneur (1966) p.1243, Préface à "Jacques Tourneur, une esthétique du trouble" (2006) p.1509, Robert Laffont coll. "Bouquins" 2022.
- (en) Chris Fujiwara, The Cinema of Nightfall, Jacques Tourneur, Johns Hopkins University press, 2000, 340 p. (ISBN 9781476608112)
- Michael Henry Wilson, Jacques Tourneur ou la magie de la suggestion, Éditions du Centre Pompidou, 2003, 207 p. (ISBN 9782844262257)
- Jacques Manlay (dir.), Écrits de Jacques Tourneur, Rouge Profond, 2003, 93 p. (ISBN 9782915083040)
- Marcos Uzal, Vaudou de Jacques Tourneur : Archipel des apparitions, Yellow Now, coll. « Crisnée », 2006, 89 p. (ISBN 9782873402020)
- Frank Lafond, Jacques Tourneur, les figures de la peur, Presses Universitaires de Rennes, 2007, 247 p. (ISBN 9782753526914)
- Fernando Ganzo (dir.), Jacques Tourneur, Capricci, 2017, 207 p. (ISBN 9791023902693)Avec les textes suivants: « Préface », Pierre Rissient; « Un cinéma de frontière, entretien avec Jacques Tourneur », Patrick Brion et Jean-Louis Comolli (août 1966); « La France », Pierre Jailloux; « La période MGM », Mathieu Macheret; « Fantastique et suspens », Haden Guest, Chris Fujiwara, Peter Král et Carlo Chatrian ; « La guerre », Pierre Gabaston; « Westerns », Fernando Gonzo, Mariano Llinásè « Les territoires du thriller », Jean-François Rauger, Patrice Rollet ; « Le mal-aimé », Paola Raiman ; « Série noire », Hervé Gauville; « Contrebande », Pierre Eugène; « Période finale », Rinaldo Censi ; « Télévision », Chris Fujiwara. 2017.

#### Articles
- Gilles Menegaldo, « Promenade avec la nuit et la peur : Le fantastique selon Jacques Tourneur », Sociétés & Représentations, no 4,‎ 1997, p. 219-233 (lire en ligne)

#### Films documentaires
- 1995 : Un voyage avec Martin Scorsese à travers le cinéma américain de Martin Scorsese et Michael Henry Wilson
- 2015 : Jacques Tourneur, le médium (filmer l'invisible) d'Alain Mazars